# Deutsches Meisterschaftsrudern 1998
Das 109. Deutsche Meisterschaftsrudern wurde 1998, wie im Vorjahr, in Duisburg ausgetragen. Es wurden nunmehr in 24 Bootsklassen Medaillen vergeben, davon 14 bei den Männern und 10 bei den Frauen. Neu eingeführt wurde der Leichtgewichts-Zweier der Frauen.

## Medaillengewinner

### Männer
| Bootsklasse                           | Gold | Silber | Bronze |
| ------------------------------------- | --- | --- | --- |
| Einer                                 | André Willms (RC Magdeburg) | Jens Burow (Ratzeburger RC) | Michael Keller (Bonner RG) |
| Doppelzweier                          | Rgm. Koblenzer RC Rhenania / Breisacher RV Sebastian Mayer Stefan Roehnert | Rgm. Ratzeburger RC / RC Magdeburg Marco Geisler Marcel Hacker | Rgm. RTHC Bayer Leverkusen / Hallesche Rvg. Böllberg-Nelson Stephan Volkert Andreas Hajek |
| Zweier ohne Steuermann                | Rgm. Berliner Ruder-Club / Münchener RC von 1880 Robert Sens Detlef Kirchhoff | Rgm. Ratzeburger RC / Oldenburger RV Uwe Steenblock Ingmar Guhl | Limburger CfW Falko Schneider Markus Ganter |
| Zweier mit Steuermann                 | Rgm. RRG Mülheim / RG Wiking Berlin Sven Ueck Mark Kleinschmidt Felix Erdmann (Stm.) | Rgm. Ruderclub Westfalen Herdecke 1929 / RC Havel Brandenburg Guido Kutscher Lars Beilfuß Grit Paschedag (Stf.) | Rgm. ARC Würzburg / RG Marktheidenfeld Stefan Glos Wolfram Huhn Cornelius Klatt (Stm.) |
| Doppelvierer                          | Rgm. Ratzeburger RC / RC Magdeburg / Breisacher RV / Koblenzer RC Rhenania Sebastian Mayer Marcel Hacker Marco Geisler Stefan Roehnert | Rgm. RC Allemannia von 1866 Hamburg / Berliner Ruder-Club Kai Olbrich René Nennhaus Christian Hornemann Sönke Osmann | Rgm. Friedrichstädter RG / Frankfurter RG Germania / RG Speyer / IGOR Offenbach Ulf-Hendrik Hansen Simon Eckhardt Peter Faber Wolf Bussian |
| Vierer ohne Steuermann                | Rgm. RV Münster von 1882 / RK am Baldeneysee Essen / RV Emscher Wanne-Eickel-Herten Martin Asholt Philipp Stüer Ulrich Viefers Bernd Heidicker | Rgm. Limburger CfW / RK am Wannsee Berlin Christian Schneider Martin Weis Jan Herzog Matthias Kleinz | Rgm. Koblenzer RC Rhenania / Dresdner RC 1902 / Neusser RV / RV Bad Ems Eduard Wermann Thomas Gräff Lars List Andreas Werner |
| Vierer mit Steuermann                 | Rgm. RG Wiking Berlin / Hannoverscher RC von 1880 Hendrik Hirschfelder Tobias Kühne Jan Westphalen Dirk Meusel Olaf Kaska (Stm.) | Rgm. Limburger CfW / Miltenberger RC von 1900 / RC Neumünster / RG Wetzlar 1880 Christian Jess Arne Landgraf Jan Landgraf Klaus Rogge Jan Pitzer (Stm.) | Rgm. Ruderclub Westfalen Herdecke 1929 / RV Oberhausen / RG Wiesbaden-Biebrich 1888 / RC Tegel 1886 / RC Hansa Dortmund Björn Redlich Sebastian Schulte Arno Siemes Frank Flörke Guido Groß (Stm.) |
| Achter                                | Rgm. RC Hansa Dortmund / Berliner Ruder-Club / ARC Würzburg / Dresdner RC 1902 / RG Rotation Berlin / Potsdamer RG Jörg Dießner Kai Horl Stefan Heinze Enrico Schnabel Thomas Jung Ike Landvoigt Stefan Forster Marc Weber Peter Thiede (Stm.)                                                                             | Rgm. RG Wiking Berlin / Hannoverscher RC von 1880 / RRG Mülheim / RC Hamburg / RV Oberhausen / RC Hansa Dortmund Hendrik Hirschfelder Tobias Kühne Ulf Siemes Jens Kleinschmidt Jan Westphalen Dirk Meusel Alexander Palfner Volker Utesch Olaf Kaska (Stm.) | Rgm. RK am Wannsee Berlin / Berliner Ruder-Club / Limburger CfW / RRG Mülheim / RK am Baldeneysee Essen / Münchener RC von 1880 / RC Hansa Dortmund Martin Weis Jan Herzog Matthias Kleinz Christian Schneider Mark Kleinschmidt Ulrich Viefers Detlef Kirchhoff Robert Sens Guido Groß (Stm.)                                   |
| Leichtgewichts-Einer                  | Thorsten Schmidt (Deutscher Ruder-Club von 1884) | Martin Müller-Falcke (RV Bochum von 1920) | Frank Mager (Neusser RV) |
| Leichtgewichts-Doppelzweier           | Rgm. Mainzer RV von 1878 / Stuttgarter RG von 1899 Ingo Euler Bernhard Rühling | Rgm. RU Arkona Berlin / Hannoverscher RC von 1880 Manuel Brehmer Dennis Niemeyer | Rgm. RV Bochum von 1920 / Bonner RG Lars Achtruth Hendrik Schenck |
| Leichtgewichts-Zweier ohne Steuermann | Rgm. RG Wiking Berlin / RC Tegel 1886 Axel Schuster Martin Hasse | Rgm. RTHC Bayer Leverkusen / Würzburger RV Bayern Herbert Vogt Jan Plock | Rgm. RC Westfalen Herdecke / RG Wiking Berlin Christian Heine Iradj El-Qalqili |
| Leichtgewichts-Doppelvierer           | Rgm. Mainzer RV von 1878 / RC Allemannia von 1866 Hamburg / Stuttgarter RG von 1899 / Bonner RG Christian Dahlke Jens Fischer Ingo Euler Bernhard Rühling | Rgm. Mainzer RV von 1878 / Ulmer RC Donau / ESV Lingen / RG Ghibellinia Waiblingen Markus Baumann Christian von Gyldenfeldt Franz Mayer Alexander Lutz | Rgm. RV Bochum von 1920 / Bonner RG / Lübecker RG von 1885 / Der Hamburger und Germania RC Hendrik Schenck Lars Achtruth Martin Raeder Nils von Arnim |
| Leichtgewichts-Vierer ohne Steuermann | Rgm. Würzburger RV Bayern / RC Undine Radolfzell / RV Rheno-Franconia Frankfurt / RK am Wannsee Berlin Roland Händle Björn Spaeter Jörn Hirsemann Bernhard Stomporowski | Rgm. RG Wiking Berlin / Vegesacker RV / RV Weser Hameln Marcus Seitz Jörn Kerkhoff Steffen Pohl Carsten Borchardt | Rgm. Essen-Werdener RC / Limburger CfW / RRG Mülheim Markus Heidenreich Boris Kiefer Christian Gerlach Sebastian Haferkamp |
| Leichtgewichts-Achter                 | Rgm. RV Wandsbek / RC Allemannia von 1866 Hamburg / RV Friedrichstadt / RC Nassovia Höchst / Deutscher Ruder-Club von 1884 / RC Witten / Potsdamer RC Germania / RG Wiking Berlin Gerd Neumann Ole Breuer Manuel Strauch Daniel Rosenberger Matthias Edeler Stefan Locher Vladimir Vukelic Marcus Mielke Olaf Kaska (Stm.) | Rgm. RG Wiking Berlin / RC Tegel 1886 / RV Weser Hameln / Vegesacker RV / RRG Mülheim / Essen-Werdener RC Marcus Seitz Sebastian Haferkamp Markus Heidenreich Jörn Kerkhoff Axel Schuster Martin Hasse Steffen Pohl Carsten Borchardt Udo Kühn (Stm.)        | Rgm. RC Westfalen Herdecke / RG Wiking Berlin / Deutscher Ruder-Club von 1884 / Hannoverscher RC von 1880 / Bamberger RG / RV Nürnberg / Mainzer RV / VWS Mannheim / RG Wetzlar 1880 Christian Heine Iradj El-Qalqili Cord Böker Claudius Vandre Andreas Laib Oliver Ibielski Alexander Schock Andreas Tannert Jan Pitzer (Stm.) |

### Frauen
| Bootsklasse                           | Gold | Silber | Bronze |
| ------------------------------------- | --- | --- | --- |
| Einer                                 | Katrin Rutschow (RK am Wannsee Berlin) | Meike Evers (Ratzeburger RC) | Lenka Wech (RV Saarbrücken) |
| Doppelzweier                          | Rgm. Potsdamer RG / Bremer RC Kathrin Boron Christiane Will | Rgm. SC Berlin-Grünau / RG Hansa Hamburg Nicole Steiner Maren Derlien | Rgm. Ulmer RC Donau / Kettwiger RG von 1906 Britta Holthaus Claudia Barth |
| Zweier ohne Steuerfrau                | RV Saarbrücken Dana Pyritz Anja Pyritz | Rgm. RV Saarbrücken / HSG Uni Rostock Antje Maaß Daniela Gorr | Rgm. Essen-Werdener RC von 1896 / RV Wandsbek Sarah Holzapfel Daniela Molle |
| Doppelvierer                          | Rgm. Potsdamer RG / Bremer RC Hansa / RC Magdeburg / Hallesche Rvg. Böllberg-Nelson Manuela Lutze Christiane Will Jana Thieme Kathrin Boron                                                                                     | Rgm. Potsdamer RG / Ratzeburger RC / Ulmer RC Donau / Kettwiger RG von 1906 Kerstin Kowalski Meike Evers Claudia Barth Britta Holthaus | Rgm. Potsdamer RG / SC Berlin / RG Hansa Hamburg / RV Saarbrücken Manja Kowalski Nicole Steiner Maren Derlien Lenka Wech |
| Vierer ohne Steuerfrau                | Rgm. RG Rotation Berlin / SC Berlin / Potsdamer RG / ETuF Essen Silke Günther Kathleen Naser Elke Hipler Stefanie Vogel | Rgm. Dresdner RC 1902 / RV Saarbrücken Marita Scholz Anke Weiler Sandra Goldbach Kathrin Henker | Rgm. SC Berlin-Grünau / Potsdamer RG Julia Sturzenbecher Heike Aßmus Yvonne Kielgaß Jana Müller |
| Achter                                | Rgm. RV Saarbrücken / HSG Uni Rostock / SC Berlin / RG Rotation Berlin / ETuF Essen / Potsdamer RG Antje Maaß Stefanie Vogel Anja Pyritz Dana Pyritz Daniela Gorr Elke Hipler Kathleen Naser Silke Günther Yvonne Illing (Stf.) | Rgm. RK am Baldeneysee Essen / RC Hansa Dortmund / RG Wiking Leipzig / RV Triton Leipzig / SSV PCK 90 Schwedt / RV Emscher Wanne-Eickel Herten Johanna Prinz Simone Hagner Katrin Rehme Maja Tucholke Mandy Karohl Sylvia Wustmann Kristina Erbe Pia Coenen Annina Ruppel (Stf.) | Rgm. Potsdamer RG / RV Emscher Wanne-Eickel Herten / RTHC Bayer Leverkusen / Laubegaster RV / RG Wiking Leipzig / RG Geesthacht Daniela Huber Vera Fillmann Silka Löwe Anke Schulz Sonja van Daelen Mira van Daelen Eileen Nebel Ulrike Hartmann Doreen Schnell (Stf.) |
| Leichtgewichts-Einer                  | Constanze Ahrendt (RG Hansa Hamburg) | Christine Morawietz (Frankfurter RG Germania) | Nicole Faust (RG Wetzlar 1880) |
| Leichtgewichts-Doppelzweier           | Rgm. Dresdner RV / Ludwigshafener RV von 1878 Karin Stephan Claudia Blasberg | Rgm. Deutscher Ruder-Club von 1884 / Karlsruher RV Wiking Angelika Brand Michelle Darvill | Rgm. Limburger CfW / Siegburger RV 1910 Anna Kleinz Valerie Viehoff |
| Leichtgewichts-Zweier ohne Steuerfrau | Rgm. Mainzer RV von 1878 / RTHC Bayer Leverkusen Sonja König Cora Zillich | Rgm. RC Tegel 1886 / Bremer RV von 1882 Dana Bieler Kerstin Heise | Keine weiteren Boote am Start. |
| Leichtgewichts-Doppelvierer           | Rgm. Dresdner RV / Ludwigshafener RV von 1878 / RG Hansa Hamburg Claudia Blasberg Karin Stephan Constanze Ahrendt Sylvia Strutz                                                                                                 | Rgm. Limburger CfW / Siegburger RV 1910 / Rendsburger RV / RV Wandsbek Maja Darmstadt Gunda Reimers Valerie Viehoff Anna Kleinz | Keine weiteren Boote am Start. |